# Agencja Badań Internetowych

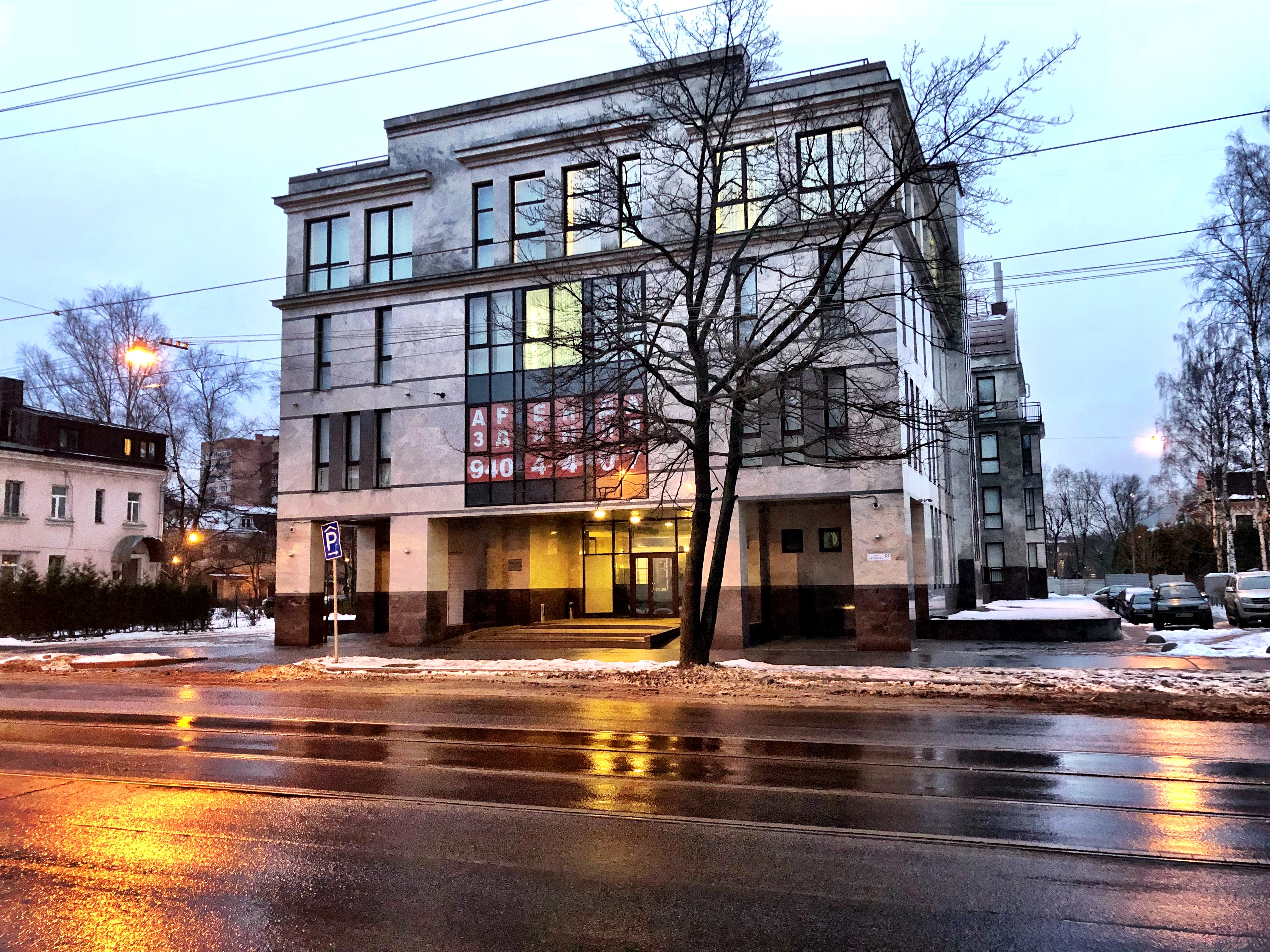
Jedno z byłych biur Agencji Badań Internetowych przy ul. Sawuszkina 55 w Petersburgu

Agencja Badań Internetowych (ros. Агентство интернет-исследований – Agientstwo intierniet-issledowanij, ang. Internet Research Agency, znana także pod nazwą „Trolle z Olgino”) – rosyjskie przedsiębiorstwo z siedzibą w Petersburgu, które zajmuje się wywieraniem wpływu w Internecie, tzw. fabryka trolli, której właścicielem był bliski współpracownik Władimira Putina, Jewgienij Prigożyn.
Jest zaangażowana w imieniu Rosji w operacje polegające na wywieraniu wpływu w Internecie. Jej zadaniem jest m.in. powielanie rosyjskiej narracji, rozprzestrzenianie fałszywych informacji, wywoływanie skrajnych postaw społecznych i politycznych oraz dezinformowanie zagranicznej opinii publicznej, najczęściej poprzez kwestionowanie demokratycznej legitymacji UE i podejmowanie drażliwych tematów, jak migracja, suwerenność i wartości.
Dysponuje ona miesięcznym budżetem w wysokości ok. 1 mln euro i zatrudnia rotacyjnie ok. 80 osób, podzielonych na sekcje zagraniczne.
Osoby pracujące dla tej organizacji określane są mianem „trolli”.
Decyzją z dnia 23 lutego 2022 r. Rada Unii Europejskiej nałożyła na Agencję Badań Internetowych sankcje ze względu na prowadzenie kampanii dezinformacyjnych skierowanych przeciwko Ukrainie, polegających na wpływaniu na wybory lub na odbiór aneksji Krymu czy konfliktu w Donbasie.